# 老鷹之手
《老鷹之手》是一部關於台灣嘉義牛斗山蓮藕農民的紀錄片。由賴麗君執導，賴萬鎮、彭家如監製，林強配樂。
《老鷹之手》於2021年5月坎城世界影展（Cannes World Film Festival）最佳紀錄片、最佳攝影及最佳女性導演獎。本片於2020年10月在台灣嘉義市政府進行首映。預計於2021年10月29日正式上映。

## 背景
蓮藕由於脆弱，不能用鐵耙採收，需靠農民以手代耙，挖出深埋泥濘下30-40公分的蓮藕。長期採收下，藕農的手往往變形，指節腫大彎曲，極像老鷹的爪子，本片以此命名。
導演是嘉義民雄人。《老鷹之手》拍攝3年，期間導演多次往返台北與民雄，發現家鄉的景色逐漸改變，年輕人出走，原有的蓮藕產業也逐漸消退。40年前的蓮藕曾外銷日本、香港等地，隨著都市化的進程，榮景日漸消失，原有的耕地面積從100多甲縮減為40甲，而全盛階段有100多戶種植蓮藕，現在卻僅存27戶。

## 外部連結
- 老鷹之手的Facebook專頁
- 台灣電影網上《老鷹之手》的資料（繁體中文）
- 開眼電影網上《老鷹之手》的資料（繁體中文）